# بخش اسمیدیباکن
بخش اسمیدیباکن (به سوئدی: Smedjebackens kommun) یک ناحیه شهری در سوئد است که در شهرستان دالارنا واقع شده‌است.